# Ginnastica artistica ai XIX Giochi del Mediterraneo
Le competizioni di ginnastica artistica ai XIX Giochi del Mediterraneo si sono svolte dal 26 al 29 giugno 2022 presso l'Olympic Complex Sports Hall di Orano.

## Calendario
Il calendario delle gare è il seguente:
| ● | Finali |

| Giugno | Giugno | Giugno | Giugno | Giugno | Giugno | Giugno | Luglio | Luglio | Luglio | Luglio | Luglio | Luglio |
| 24     | 25     | 26     | 27     | 28     | 29     | 30     | 01     | 02     | 03     | 04     | 05     | 06     |
|        |        | 1      | 1      | 2      | 10     |        |        |        |        |        |        |        |

## Podi

### Donne
| Evento                 | Oro                                                                            | Punteggio | Argento                                                                                                | Punteggio | Bronzo | Punteggio |
| Concorso individuale   | Martina Maggio                                                                 | 54.864    | Asia D'Amato                                                                                           | 54.065    | Carolann Heduit                                                                                             | 53.065    |
| Concorso a squadre     | Italia Angela Andreoli Alice D'Amato Asia D'Amato Martina Maggio Giorgia Villa | 161.950   | Francia Lorette Eugene Charpy Carolann Heduit Djenna Laroui Celia Serber Morgane Angele Osyssek-Reimer | 156.600   | Spagna Laura Casabuena Garcia Emma Fernandez Sola Lorena Medina Cobos Claudia Villalba Coronas Alba Petisco | 148.450   |
| Corpo libero           | Asia D'Amato                                                                   | 13.500    | Martina Maggio                                                                                         | 13.300    | Morgane Angele Osyssek-Reimer                                                                               | 13.050    |
| Volteggio              | Asia D'Amato                                                                   | 13.875    | Morgan Angele Osyssek-Reimer                                                                           | 13.400    | Angela Andreoli                                                                                             | 13.200    |
| Parallele asimmetriche | Giorgia Villa                                                                  | 14.000    | Martina Maggio                                                                                         | 13.850    | Ana Filipa Martins                                                                                          | 13.850    |
| Trave                  | Martina Maggio                                                                 | 13.550    | Asia D'Amato                                                                                           | 13.250    | Carolann Heduit                                                                                             | 13.100    |

### Uomini
| Evento                | Oro                                                                    | Punteggio | Argento                                                                                 | Punteggio | Bronzo                                                                                                 | Punteggio |
| Concorso individuale  | Adem Asil                                                              | 84.700    | Joel Plata Rodriguez                                                                    | 81.950    | Marius Georgiou                                                                                        | 81.800    |
| Concorso a squadre    | Turchia Ferhat Arıcan Adem Asil İbrahim Çolak Sercan Demir Ahmet Önder | 251.250   | Italia Nicola Bartolini Lorenzo Minh Casali Lay Giannini Matteo Levantesi Marco Lodadio | 246.100   | Francia Cameron-Lie Bernard Edgar Oscar Louis Boulet Mathias Saïdi Philippe Léo Saladino Julien Saleur | 242.900   |
| Corpo libero          | Nicola Bartolini                                                       | 14.850    | Ahmet Önder                                                                             | 14.300    | Adem Asil                                                                                              | 14.200    |
| Cavallo con maniglie  | Mateo Zugec                                                            | 14.250    | Jakov Vlahek                                                                            | 14.150    | Ferhat Arıcan                                                                                          | 14.000    |
| Anelli                | İbrahim Çolak                                                          | 14.850    | Adem Asil                                                                               | 14.750    | Ali Zahran                                                                                             | 14.600    |
| Volteggio             | Adem Asil                                                              | 15.075    | Nicola Bartolini                                                                        | 14.475    | Matteo Levantesi                                                                                       | 14.200    |
| Parallele simmetriche | Ferhat Arıcan                                                          | 15.100    | Matteo Levantesi                                                                        | 14.500    | Cameron-lie Bernard                                                                                    | 14.500    |
| Sbarra                | Mários Geōrgíou                                                        | 14.300    | Adem Asil                                                                               | 13.950    | Ahmet Önder                                                                                            | 13.650    |

## Medagliere
| Posizione | Paese      | Oro | Argento | Bronzo | Totale |
| --------- | ---------- | --- | ------- | ------ | ------ |
| 1         | Italia     | 7   | 7       | 2      | 16     |
| 2         | Turchia    | 5   | 3       | 3      | 11     |
| 3         | Croazia    | 1   | 1       | 0      | 2      |
| 4         | Cipro      | 1   | 0       | 1      | 2      |
| 5         | Francia    | 0   | 2       | 5      | 7      |
| 6         | Spagna     | 0   | 1       | 1      | 2      |
| 7         | Egitto     | 0   | 0       | 1      | 1      |
| 7         | Portogallo | 0   | 0       | 1      | 1      |
| Totale    | Totale     | 14  | 14      | 14     | 42     |